# Bloomberg News
Bloomberg News es una agencia de noticias y fotografía con sede en la ciudad de Nueva York. Fue fundada en 1990 y es operada por la compañía Bloomberg LP de Michael Bloomberg.
Bloomberg Media ofrece noticias, imágenes, videos y datos de actualidad de empresas, política, economía y de finanzas. El servicio de fotos de Bloomberg es parte de Bloomberg Media. El servicio de imágenes trabaja con Getty Images a nivel editorial.

## Bloomberg Markets
La revista bimestral Bloomberg Markets se publica desde 1992. Además de temas económicos, incluye entre otras cosas un ranking anual de las 50 personas más influyentes del mundo (50 Most Influential).

## Bloomberg Billionaires Index
El Bloomberg Billionaires Index es un sistema de clasificación de las personas más ricas del mundo. Está activo desde marzo de 2012 y es comparable con la lista de Forbes. Ambas listas de clasificación son estimaciones basadas en información disponible pública sobre la riqueza de las personas.

## Competidores
Los principales competidores de Bloomberg News en productos de información financiera fueron Telekurs y Thomson Financial, una empresa principal de The Thomson Corporation . En el sector de los medios, los principales competidores son Reuters, Associated Press, Agence France-Presse y Dow Jones, en Alemania también la Deutsche Presse-Agentur.